# علي فائق الغبان
المهندس علي فائق الغبان هو سياسي عراقي شغل منصب وزير الشباب والرياضة في حكومة مجلس الحكم الانتقالي ابتداء من أيلول 2003 ثم استمر في المنصب ذاته في الحكومة العراقية المؤقتة برئاسة إياد علاوي من حزيران 2004 إلى أيار 2005. خلفه في المنصب طالب عزيز زيني.
علي فائق الغبان عضو في المجلس الأعلى الإسلامي العراقي.